# Communauté de communes de l'Avallonnais
La communauté de communes de l'Avallonnais  est une ancienne communauté de communes française, située dans le département de l'Yonne en région Bourgogne-Franche-Comté.
Créée le 30 décembre 1997, elle disparait le 1er janvier 2014. Ses communes membres sont alors intégrées à la communauté de communes de l'Avallonnais, de Morvan-Vauban et du Vézelien.

## Histoire
En 1984, le syndicat intercommunal rural pour les travaux de voirie est créé et, en 1993, ce syndicat étend sa zone d'activité au canton d'Avallon. Il ajoute la gestion des ordures ménagères à ses compétences.
En décembre 1997, il devient la communauté de communes de l'Avallonnais, avec des compétences élargies. Provency adhère en janvier 2000 et Menades en janvier 2002.
Au 1er janvier 2014, elle fusionne avec d'autres communautés de communes au sein de la communauté de communes de l'Avallonnais, de Morvan-Vauban et du Vézelien.

## Composition
Elle est composée des communes suivantes :
| Nom                 | Code Insee | Gentilé       | Superficie (km2) | Population (dernière pop. légale) | Densité (hab./km2) |
| ------------------- | ---------- | ------------- | ---------------- | --------------------------------- | ------------------ |
| Annay-la-Côte       | 89009      | Annéens       | 12,92            | 344 (2014)                        | 27                 |
| Annéot              | 89011      | Annéotiens    | 6,13             | 138 (2014)                        | 23                 |
| Avallon             | 89025      | Avallonnais   | 26,75            | 7 025 (2014)                      | 263                |
| Domecy-sur-le-Vault | 89146      | Domecycois    | 6,21             | 101 (2014)                        | 16                 |
| Étaule              | 89159      |               | 8,89             | 377 (2014)                        | 42                 |
| Girolles            | 89188      |               | 16,35            | 183 (2014)                        | 11                 |
| Island              | 89203      |               | 20,64            | 183 (2014)                        | 8,9                |
| Lucy-le-Bois        | 89232      | Sylviluciens  | 10,59            | 296 (2014)                        | 28                 |
| Magny               | 89235      | Magnycois     | 30,75            | 860 (2014)                        | 28                 |
| Menades             | 89248      |               | 5,70             | 61 (2014)                         | 11                 |
| Pontaubert          | 89306      | Pontaubertois | 3,91             | 399 (2014)                        | 102                |
| Provency            | 89316      |               | 11,88            | 216 (2014)                        | 18                 |
| Sauvigny-le-Bois    | 89378      | Salviniens    | 15,34            | 738 (2014)                        | 48                 |
| Sermizelles         | 89392      | Sermizellois  | 7,01             | 271 (2014)                        | 39                 |
| Tharot              | 89410      |               | 2,35             | 92 (2014)                         | 39                 |
| Thory               | 89415      |               | 8,25             | 210 (2014)                        | 25                 |
| Vault-de-Lugny      | 89433      | Valuciens     | 15,20            | 315 (2014)                        | 21                 |

## Administration
Elle est présidée d'avril 2008 à sa disparition par Pascal Germain, maire d'Annéot et ancien conseiller général.

## Compétences

### Les compétences à titre obligatoires
- Création et réalisation de zone d'aménagement concertée (ZAC)
- Schéma de secteur (Aménagement de l'espace)
- Action de développement économique (Soutien des activités industrielles, commerciales ou de l'emploi, Soutien des activités agricoles et forestières...)
- Création, aménagement, entretien et gestion de zone d'activités industrielle, commerciale, tertiaire, artisanale ou touristique.

### Les compétences à titre facultatif ou optionnel
Les compétences non obligatoires sont nombreuses dans les domaines suivants :
- Aménagement de l'espace
- Développement et aménagement social et culturel
- Développement touristique
- Environnement et cadre de vie
- Logement et habitat
- Voirie.

Elles peuvent être consultées sur le site ASPIC

## Autres adhésions
Le Pays avallonnais regroupe :
- la communauté de communes de l'Avallonnais
- la communauté de communes de la Terre Plaine
- la communauté de communes de la Haute Vallée du Serein
- la communauté de communes du Pays de Coulanges-sur-Yonne
- la communauté de communes entre Cure et Yonne.

### Sources
- Le SPLAF (Site sur la population et les limites administratives de la France)
- La base ASPIC